# Universidade Estatal de Bacu
A Universidade Estatal de Bacu (em azeri:  Bakı Dövlət Universiteti) é uma instituição de ensino superior e principal universidade pública de Bacu, Azerbaijão. Fundada em 1919 pelo parlamento da República Democrática do Azerbaijão, a universidade começou com as faculdades de história e filologia; física e matemática; direito e medicina, com matrícula inicial de 1 094 estudantes. O primeiro reitor foi Vasili Razumovsky, professor de cirurgia da Universidade Estatal de Cazã.